# Pou del carrer del Jou
El Pou del carrer del Jou és una obra de Torroella de Montgrí (Baix Empordà) inclosa a l'Inventari del Patrimoni Arquitectònic de Catalunya.

## Descripció
Aquest element està situat al carrer del Jou cantonada al carrer del Carme. Es tracta d'un element inicialment aïllat, que ara es troba integrat a les construccions extremes del carrer del Jou. és format per un brocal d'obertura circular al cos del qual, centrat, es troba l'escut de la vila i la data del 1611. A banda i banda del brocal s'aixequen dos cossos que serveixen de suport a la biga de fusta que aguantava la corriola.
El material emprat en la construcció d'aquest element és la pedra, ben tallada a la part baixa, i paredat a la part alta.

## Història
El pou del carrer del Jou és un dels dos Pous públics del segle xvii que es conserven en l'actualitat a Torroella de Montgrí (l'altre es troba al carrer del Mar). En el brocal hi ha un baix relleu amb l'escut de la vila.
-una torre amb les quatre barres a banda i banda- i la data de 1611.